# 自来也 (火影忍者)
自來也（Jiraiya）是日本漫畫家岸本齊史的漫畫作品《火影忍者》中的一個角色。

## 人物

### 基本資料
- 忍者學校畢業年齡：6
- 中忍升級年齡：-
- 綽號：好色仙人
- 性格：好色、自由奔放
- 喜歡的食物：紫蘇大蒜、炸雞塊
- 討厭的食物：奇異果、焗通心粉
- 興趣：取材
- 希望交手的對象：第三代火影、漩渦鳴人
- 喜歡的字句：自由奔放
- 查克拉性質：風、水、火、土、陰、陽[1]

### 外表與性格
人稱「妙木山蛤蟆仙人」，是火之國三忍之一；三忍另外兩位為綱手和大蛇丸，此三人在忍者戰爭中以勇猛聞名，被雨隱村首領山椒魚半藏譽為三忍。而自來也完成S級任務的數目在三者中最多。自來也的名字來源於江戶時代民間故事《兒雷也豪傑物語》。其特徵為刺針般的尖銳白髮，雙眼下方各有條紅紋，並且在額頭配戴印有「油」字的護額。他通曉召喚之術，跟蛤蟆家族訂下契約；這一招他也教給了漩渦鳴人。另外他自小就是一個大色狼，以為自己的書作《親熱天堂、親熱暴力、親熱戰術》（港譯《甜蜜的情人節》）系列搜材作藉口四處偷窺，所以鳴人都稱他好色仙人。他年輕時曾因偷窺綱手泡澡，被綱手打斷六根肋骨且還有好幾處內臟破裂，幾乎差點死亡。他寫書及年輕時四處遊歷的原因，是因為在妙木山修行時大蛤蟆仙人的預言，要他瞭解世界萬象及成為智者。
老師為三代火影，但小時候的他跟鳴人十分相像，衝動無謀，所以有時猿飛對他也十分頭痛。他從猿飛身上學會通靈術後，召喚出蛤蟆，並進入了他們的世界。自此學會了一套以蛤蟆通靈、仙法等為主的忍術，逐漸成長為一名獨當一面的傑出忍者。後來他很快便升為上忍，並與綱手、大蛇丸三人屢立戰功。三人在忍界大戰中，與山椒魚半藏對戰良久而不倒下；故山椒魚半藏欣賞他們，故不下殺手，並稱他們為「木葉三忍」，此為三人「傳說中的三忍」稱號來源。

### 身世與經歷
在戰爭中執行一次任務時，他與綱手、大蛇丸二人於雨隱經碰到三名手無寸鐵的孤兒。大蛇丸勸他殺了他們，但自來也不但沒有殺他，反而留在雨隱村教三人忍術，讓他們在亂世中有自保，求生的能力。此三人就是長門（後來成為培因）、彌彥和小南。回到忍村後，亦與其他上忍一樣培養了自己的學生，學生為第四代火影波風湊。
最好的朋友曾經是大蛇丸，後來大蛇丸背叛並離開村落，自來也曾阻止而未成功；但他一直期盼大蛇丸能回頭是岸，所以離開木葉忍者村，進行了長年對大蛇丸的追蹤。後來徒弟四代木火影波風湊在九尾襲村該一事件中殉職，臨終前湊吩咐蝦蟆寅收藏封印術的鎖匙，並交予其師父自來也。
恩師三代火影猿飛死後，自來也曾被兩大顧問邀請擔任火影，但自來也表示自己並不合適，並把同為三忍的綱手帶回木葉擔任火影。後來培因襲村一事後，綱手昏迷不醒。在決定代理火影的任命上，火之國大名第一時間亦是想起自來也，但當時自來也早已不在人世。

## 劇情表現

### 中忍考試篇
在鳴人與惠比壽在溫泉進行水上走練習時，驚現自來也在女浴池進行偷窺。隨后惠比壽企圖阻止反遭自來也通靈蛤蟆忠擊倒，使得鳴人修行無法繼續，鳴人遂要求自來也代替惠比壽給其修行。起初自來也明確表示拒絕，但是在鳴人軟磨硬泡及其絕技色誘術的面前，自來也最終同意幫助鳴人修行。在修行過程中，自來也發現了并解除了大蛇丸施加給鳴人的五行封印，并教給他通靈之術。為了讓鳴人控制九尾查克拉，迫使他將鳴人推下峽谷，好讓其在危險時刻記住牽引九尾查克拉的辦法。鳴人最終也成功引出九尾查克拉并召喚出蛤蟆文太。

### 木葉崩潰篇
大蛇丸發動木葉崩潰計劃后，自來也使用屋臺崩壞之術協助伊比喜等人對抗大蛇丸的通靈大蛇。

### 曉組織入侵篇
三代火影殉職后，為了尋找綱手擔任五代火影，同時在打聽到曉組織企圖抓捕鳴人的情報后，為了保護鳴人，自來也主動帶上鳴人去尋找綱手。途中自來也被一女子（實為被宇智波鼬幻術所迷惑主動勾引自來也）引誘離開鳴人身邊，導致曉組織的宇智波鼬與干柿鬼鮫乘虛而入企圖抓捕鳴人。但是自來也隨后識破騙局，并阻止了干柿鬼鮫對鳴人的攻擊。隨后試圖用蛤蟆口束之術抓住二人，但是被宇智波鼬用天照逃脫。隨后阿凱趕來，不料卻在匆忙間誤認自來也是曉的成員，將自來也給踢飛。

### 三忍決戰篇
在告別阿凱后自來也與鳴人前往短冊街尋找綱手，路上自來也將開始教授鳴人螺旋丸。在一酒館內自來也遇到綱手，表達了讓其接任五代火影的意圖。但是大蛇丸也已找到綱手，讓其治療自己的雙手來換取最愛的兩個人的復活。最終綱手對自來也下藥迷倒自來也，獨自去找大蛇丸。而自來也發覺被迷倒后遂與鳴人與靜音支援綱手。但是因為藥效問題自來也無法發揮術的威力，屢屢遭大蛇丸重創。後來綱手在鳴人感召下重拾自我，而自來也也克服藥物作用。最終在綱手和自來也聯手下成功將大蛇丸和藥師兜擊潰，大蛇丸與藥師兜被迫遁去。
第一部完結前，他帶了鳴人離開村落，出外進行了兩年半的修練。修練中曾遭到化身為尾獸、並現出其中四尾的鳴人襲擊，差點掉了性命。這也是他自稱偷窺綱手以來、另一次具生命威脅的襲擊；因此他勸旗木卡卡西要留心並給他能夠稍微壓制的封印符，不要讓鳴人有現出四尾的機會。

### 入侵雨隱村篇
和鳴人返回木葉隱村後不久，又為了追查「曉」兼「雨隱村」之首領培因而再次離開。因這是十分危險的任務，所以臨走前他和綱手說盡了心中事。
他身處雨隱村被「曉」的小南偵測到，並面臨強大的挑戰。及後自來也得知「曉」首領培因及成員小南的真正身分，原來是自己在雨隱村所收的學生。從前大蛤蟆仙人亦曾對自來也預言他會收一個獨當一面的孩子為徒，而這孩子會為忍界未來帶來改革或破壞，那時他就被迫要作出「選擇」。初時自來也以為眼前的敵人培因，就是預言中的變革者，作出「選擇」（把這個試圖使世界陷於紛爭的的神論者殺死）的時刻也已經到了。故一場師徒之戰一觸即發。雖然自來也使出渾身解數，及召來兩位蛤蟆仙人（深作及其妻志摩）相助，可是培因「六道」人數眾多，加上自來也太過大意導致左手被斬斷，在千均一髮之際躲入蛤蟆胃裏，並成功以螺旋丸擊敗畜生道。此時他其實有能力逃離戰場以保性命，但他為查出培因六道的真正身分，不惜再次現身於六道面前，而這次亦真的賠上了性命（除了他的學生彌彥外，還有來自其他忍村的五位忍者，具有輪迴眼）。臨終前他回憶起跟波風湊及漩渦九品的對話，及從自己著作－ 堅毅忍傳（ド根性忍伝）中主角名字為他們的兒子取名字為鳴人；又回憶起自己一生失敗之事，並領悟出鳴人才是預言中的「命運之子」，因鳴人也正有那種絕不輕易放棄的毅力。他要求深作把最後的遺言（培因沒有真身）帶回木葉隱村，培因「六道」向自來也撲去，自來也被擊沉於水中，而仙人深作則成功逃回木葉。

### 身後
漫畫511話透漏了彌彥、長門、小南與自來也之間的回憶片段，當初四人待在某間小屋裡，一起生活了一段時期，彌彥亦提到自來也對於青蛙有著相當程度的偏好，故自來也當時還讓彌彥、長門、小南穿上青蛙裝修行，就連門牌卡也用上了青蛙的圖案。當時四人用各自的門牌卡放在牆上作為聯絡暗號，紅色面朝外表示人在屋子裡，白色面朝外表示本人出去不在。自來也與彌彥一行人告別後，彌彥、長門、小南也為了要尋覓更大的地點作為「曉」的根據地，離開了當時四人共同生活的小屋，由於自來也在小屋內設置了祕密通道的緣故，因此當彌彥、長門、小南遇上刺客的時候，得以通過秘密通道並躲過刺客的襲擊。但是除了小南離開小屋時翻轉了自己的門牌卡之外，從此彌彥、長門和自來也都沒能再回到小屋翻轉自己的門牌卡。
小南被鳶殺害之後，染上小南身上鮮血的紙片，隨風飄揚到當年四人一起生活的小屋，不偏不倚的落在門牌卡上。至於自來也的門牌卡則被生長在荒蕪小屋裡的爬藤植物壓得翻轉過來。使得四人的門牌卡皆以紅色面朝外的模樣掛在荒廢的小屋牆上，象徵師徒四人回到了「家」再度重逢。

## 忍術
- 底色為 （杏仁白）色的表示該忍術為動畫、遊戲、劇埸版的原創。

| 招式名稱            | 簡介 | 種類     | 等級  |
| ------------------- | --- | -------- | ----- |
| 影分身術            | 製造出具有在實體的分身。曾為了爭取發動仙人模式的時間而用過。 | 忍       | B     |
| 透遁術              | 自來也自創之術，通稱偷窺術，本來是偵查用忍術，自來也從少年時代就用來偷窺。 | 忍       | －[2] |
| 亂獅子髮之術        | 自來也把頭髮化成繩子，硬度能和鋼線匹敵，對對手進行束縛，頭髮更能化成獅子的形態。[3] | 忍       | B     |
| 針地藏              | 自來也將頭髮伸長、變成刺猬的刺般保護自己。 | 忍       | B     |
| 土遁·黃泉沼         | 把對手沉入沼澤中。 | 忍       | A     |
| 火遁·炎彈           | 從口中噴出火焰攻擊對手。 | 忍       | C[4]  |
| 火遁·消幕原         | 朝地底發動火遁‧炎彈，接著結印使火焰從對手底下噴出。 | 忍       | －    |
| 五行解印            | 利用五行相生之力幫助受術者衝破五行封印的束縛，恢復使用技能的能力。 | 解印     | A     |
| 封火法印            | 把別人施法後的火系忍術，吸取到一個卷軸內。 | 封印     | B     |
| 四肢重封印          | 將對手的力量封印起來。 | 封印     | －    |
| 指刻封印            | 把查克拉集中在手指產生熱量，刻在別人身上。 | 封印、忍 | C     |
| 螺旋丸              | 第四代火影所授，控制查克拉並集中於手內發動，形成不斷旋轉的查克拉球以直接接觸對手產生極大身體創傷之術。                                                                                             | 忍       | A     |
| 火遁·豪炎螺旋丸     | PS2原創奧義，在螺旋丸中加入火的性質變化，使螺旋丸的威力獲得倍增。在PSP版的遊戲中變成先使出火遁‧炎彈後再使出螺旋丸。                                                                                | 忍       | －    |
| 通靈之術            | 自來也是妙木山的契約者，能將蛤蟆文太、蛤蟆健、蛤蟆廣通靈出來助戰。 | 忍       | B     |
| 通靈之術            | 自來也是妙木山的契約者，能將妙木山的各式蛤蟆通靈出來助戰。 | 忍       | C     |
| 水遁·蛤蟆鐵砲彈     | 蛤蟆文太從口中吐出一個巨大水球。 | 忍       | C     |
| 火遁·蛤蟆油炎彈     | 自來也與蛤蟆文太合作的忍術，文太吐出蛤蟆油，而自來也噴出火焰以做成巨大火球攻擊對手。 | 忍       | B     |
| 火遁·龍火           | 高等級之火遁忍術，在結印之後放出直線型的火焰，速度和威力都是一等一的，威力足夠破壞大型樹木。 | 忍       | C     |
| 召喚術·蛤蟆短刀斬   | 蛤蟆文太身上配有短刀斬開對手。 | 體       | -     |
| 召喚術·屋臺崩壞之術 | 自來也召喚一隻大蛤蟆，以“泰山壓頂”之勢壓著對手。 | 忍       | B     |
| 召喚術·蛤蟆嘴束縛術 | 召喚妙木山岩宿大蛤蟆的食道，透過控制肉壁將目標困住，甚至是消化掉。 | 忍       | A     |
| 召喚術·蛤蟆見世之術 | 召喚能變成建築物的蛤蟆，誘騙敵人進入並將其封在蛤蟆體內。 | 忍       | B[5]  |
| 蛙變術              | 把對方變成蛤蟆之術。 | 忍       | C[6]  |
| 蛤蟆隠術            | 將自身隱藏在蛤蟆中，便於潛入。蛤蟆能遮蔽查克拉，不被敵人發現。[7] | 忍       | C     |
| 蛤蟆平影操控術      | 把自身與影子合而為一，同時操控別人之術。施術者必須停止呼吸，能藉被操控者之口說話，若呼吸則術會解除。                                                                                               | 忍       | B[7]  |
| 蛤蟆油彈            | 將體內煉成的查克拉轉化為油，使之成為巨大的塊狀物一次吐出的忍術。由於油的黏著性很高，目標被撃中的瞬間就會覆蓋一層油膜並封住起行動力。而且在施放該忍術後再配合火遁術使其著火，目標瞬間就被火焰纏身。 | 忍       | C[8]  |
| 結界·天蓋法陣       | 只要人稍有涉足這個結界，就能感應其存在。 | 忍       | B[9]  |
| 結界·蝦蟇瓢牢       | 把對手拉進妙木山「葫蘆蛤蟆」的胃內，將其與外界隔絕的結界空間術。若掉進酸性的湖泊話，就會被融化掉。                                                                                                 | 忍       | B[9]  |

## 仙人模式
召喚兩大仙人在其肩的兩側並進入仙人模式，自來也臉上的紋印及樣貌會有所變化。
| 招式名稱          | 簡介 | 種類     | 等級  |
| ----------------- | --- | -------- | ----- |
| 舌戰斬            | 深作仙人的舌頭在吸收自然查克拉後，硬度有如名刀一般，能快速斬擊敵人。 | 仙、忍   | -[10] |
| 舌戰縛            | 志摩仙人的舌頭在吸收自然查克拉後，能感知並像鞭子般束縛敵人，並噴出酸液熔解目標。 | 仙、忍   | -[10] |
| 火遁·大炎彈       | 把體內仙術查克拉煉成油，在充滿口腔的油吐出的同時使用火遁忍術將其燃燒。威力相當於「炎彈」十倍的火焰，正面撲向追到通路和室內的敵人，與其說是完全阻斷其逃走通道，倒不如說把敵人的逃走之路燒盡。 | 仙、忍   | B[11] |
| 仙法·蛙組手       | 藉由自然能量增加體術攻擊範圍，令對手就算擦肩而過也被看不見的自然力量擊倒。 | 體、仙術 | C[12] |
| 仙法·五右衛門     | 自來也噴出蛤蟆油，蛤蟆夫婦則分別使出風遁和火遁的招式。 | 仙、忍   | -[13] |
| 仙法·毛針千本     | 將頭髮化成刺針射出，自來也的忍術中速度最快，範圍最廣的招式。 | 仙、忍   | -[14] |
| 魔幻·蛤蟆臨唱     | 由蛤蟆夫婦以二重唱造出把精神和肉體束縛空間最強幻術。 | 仙、幻   | -[15] |
| 仙法·超大玉螺旋丸 | 比大玉螺旋丸巨大十多倍，威力十分巨大，足以摧毀一座巨型岩山。 | 仙、忍   | -[16] |

## 评价
- Kishimoto, Masashi. . . Viz Media. 2007. ISBN 978-1-4215-1858-9.
- . Amazon.com.   [February 8, 2008].
- . Amazon.com.   [February 8, 2008].

- Kishimoto, Masashi. . Viz Media. 2007: 143. ISBN 1-4215-1407-9.
- Jones, Davey C. . Active Anime. March 21, 2008  [April 28, 2008]. （原始内容存档于2011-12-21）.

- Jason Van Horn. . IGN. April 16, 2007  [November 7, 2008]. （原始内容存档于2008-12-13）.
- Shingleton, Matt. . DVDTimes.com.   [April 17, 2008]. （原始内容存档于2008-04-13）.